# Austpynten
Der Austpynten (norwegisch für Ostpunkt) ist eine Landspitze, die das nordöstliche Ende der Insel Padda in der Lützow-Holm-Bucht vor der Prinz-Harald-Küste des ostantarktischen Königin-Maud-Lands bildet.
Norwegische Kartografen, die auch die Benennung vornahmen, kartierten dieses Kap anhand von Luftaufnahmen, die bei der Lars-Christensen-Expedition 1936/37 entstanden.